# Saint-Michel-l'Observatoire
Saint-Michel-l'Observatoire este o comună franceză situată în departamentul Alpes-de-Haute-Provence în regiunea Provence-Alpes-Côte d'Azur, din  sud-estul Franței. În 1 ianuarie 2022 avea o populație de 1.278 de locuitori.iar în 2014 avea 1.224 de locuitori.
După un exod rural important, această comună și-a regăsit populația începând cu anii 1850 (peste 1.000 de locuitori). Și-a protejat bogățiile patrimoniale datând din Evul Mediu până în secolul al XIX-lea: capele, biserici, turnuri, mori); păduri, câmpuri și râuri, agricultură. Turismul s-a dezvoltat pe teritoriul comunei, incluzând un parc natural regional din masivul Luveron.
Observatorul din Haute-Provence este situat pe teritoriul comunei, cu animații, dar și cu o cercetare științifică permanentă.